# Antamenes amicus
Antamenes amicus är en stekelart som först beskrevs av Giordani Soika 1943.  Antamenes amicus ingår i släktet Antamenes och familjen Eumenidae. Inga underarter finns listade i Catalogue of Life.